# Andrew McFarlane (Schauspieler, 1951)
Andrew McFarlane (* 6. Juni 1951 in Albany, Western Australia, Australien) ist ein australischer Schauspieler, der seit 1972 auf der Bühne oder im Fernsehen zu sehen ist.

## Leben
Andrew wuchs auf einer Cattle-Station in Queensland auf und lebt seit 1978 in Sydney.
Sein Schauspielstudium schloss er erfolgreich an dem berühmten National Institute of Dramatic Art (NIDA) ab. Gleich danach bekam er eine Rolle in der Polizeiserie Devision 4. Bekannt und populär wurde er erstmals als John Sullivan in der Serie Die Sullivans. Nachdem er diese Serie nach 18 Monaten verlassen hatte, kehrte er nochmals für den Fernsehfilm The John Sullivan Story zurück. Es folgte eine Hauptrolle in den Serien Zwischen Sonne und Pazifik und u. a. Rollen in den Miniserien 1915, Cop Shop und Rafferty’s Rules. Auch in vielen Filmen war Andrew McFarlane zu sehen. So u. a. in Break of Day, Doctors and Nurses, Barracuda und Boulevard of Broken Dreams.
In Europa wurde Andrew McFarlane mit der Serie Die fliegenden Ärzte als Dr. Tom Callaghan bekannt, die in Deutschland erstmals 1991 ausgestrahlt wurde. Nach der Miniserie spielte er diese Rolle noch für weitere 16 Folgen in der ersten Staffel und stieg dann zunächst aus, um eine Weile in England zu verbringen. 1989 kehrte er in der fünften Staffel für 37 weitere Folgen zurück, um dann endgültig aus der Serie auszusteigen. Nur für die Folge 201 („Das Tagebuch“) kehrte er noch einmal zurück.
Danach widmete sich Andrew zunächst ganz dem Theater. Er spielte an vielen großen Bühnen Australiens. Er hatte Rollen in Gullivers Reisen, Talley’s Folley, Tales of a Faerie called Angel und zuletzt in Losing Louis, Woman in mind und Who's Afraid of Virginia Woolf?.
Gastauftritte hatte er in bekannten australischen Fernsehserien wie Time Trax – Zurück in die Zukunft, Water Rats – Die Hafencops, Halifax f.p. und den Jugendserien Spellbinder – Gefangen in der Vergangenheit und Blue Water High. Auch in vielen Filmen tauchte er in kleineren Rollen auf, z. B. in Das Zugunglück, Eisige Hölle und Eine Frau schlägt zurück.
In dem dreiteiligen Fernsehfilm Land der Gewalt spielte er 1998 die Rolle des Tom. Es geht hier um die Erlebnisse einer weißen Familie in Neukaledonien und Andrew spielte in dieser Rolle von jung nach alt.
Seit 2000 ist Andrew außerdem einer der Präsentatoren bei Play School, einer australischen Sendung für Vorschulkinder (ähnlich der Sesamstraße).

## Filmografie (Auswahl)
- 1979: Zwischen Sonne und Pazifik (Patrol Boat, Fernsehserie)
- 1985: Die fliegenden Ärzte (The Flying Doctors, Fernsehserie)
- 1993: Time Trax – Zurück in die Zukunft (Time Trax, Fernsehserie, 1 Folge)
- 1995: Spellbinder – Gefangen in der Vergangenheit (Spellbinder, Fernsehserie)
- 1996: Eine Frau schlägt zurück (Little White Lies, Fernsehfilm)
- 1998: Das Zugunglück (Day of the Roses, Fernsehfilm)
- 1999: Airtight (Fernsehfilm)
- 2002: Eisige Hölle (Heroes’ Mountain, Fernsehfilm)
- 2003: Tempted (Fernsehfilm)
- 2004: Through My Eyes (Miniserie)
- 2005: The Alice (Fernsehserie)
- 2015: Der Moment der Wahrheit (Truth)
- 2015–2019: Glitch (Fernsehserie)